# Восточно-Сибирская низменность
Восточно-Сибирская низменность (также Яно-Индигиро-Колымская или Приморская) — обширная заболоченная равнина, расположенная на крайнем северо-востоке республики Якутия, РФ. С севера её омывают довольно мелководные море Лаптевых и Восточно-Сибирское море. Медвежьи острова, а также большие по площади Новосибирские острова, которые от материка отделяют пролив Санникова и пролив Дмитрия Лаптева невысоки и фактически представляют собой продолжение континентальной низменности. Имеет конусообразную форму, постепенно повышается при движении вглубь континента. Остаточные кряжи, а также долины крупных рек разделяют её на несколько более мелких форм рельефа, самые значительные из которых — Яно-Индигирская низменность к западу от реки Индигирка и Колымская низменность к востоку от неё — в бассейне реки Колыма. Здесь уже начинается Юкагирское плоскогорье и Анюйский хребет. Нижний слой почв Восточно-Сибирской низменности сложен в основном осадочными продуктами морского происхождения времён когда её занимало древнее Верхоянское море, верхний — аллювиальными наносами современных рек. Местами сильно заболочена. Высота над уровнем моря — 100 м.